# Libor Sionko
Libor Sionko (* 1. Februar 1977 in Ostrava) ist ein ehemaliger tschechischer Fußballspieler.

## Vereinskarriere
In der Saison 1999/2000 kam er von Baník Ostrava zu Sparta Prag, wo er Meister und Nationalteamspieler wurde und Champions-League-Erfahrung sammeln konnte. Nach einem Streit mit der Klubführung wechselte er zur Frühjahrssaison 2004 leihweise zum Grazer AK. Bei den Grazer Athletikern war er maßgeblich am Doublegewinn 2004 beteiligt. Im Sommer 2004 wurde Sionko Spieler von FK Austria Wien, wo er mit starken Leistungen mithalf, dass die Mannschaft bis ins Viertelfinale des UEFA-Pokals vorstoßen konnte.
Nach einem Tief in der Herbstsaison 2005/2006 startete Sionko im Frühjahr nochmals durch und hatte maßgeblichen Anteil am 23. Meistertitel des FK Austria Wien. 
Da die Austria die Option auf Vertragsverlängerung nicht zog, unterschrieb Libor Sionko am 16. Mai 2006 einen Dreijahresvertrag bei den Glasgow Rangers. Ende Juli 2007 wechselte Sionko zum FC Kopenhagen. Im Januar 2010 kehrte Sionko nach Tschechien zurück und schloss sich Sparta Prag an. Mit Sparta gewann er im Jahr 2010 die tschechische Meisterschaft. Im Sommer 2012 verließ er den Verein, als sein Vertrag auslief. Nachdem er keinen neuen Verein gefunden hatte, beendete er am 27. August 2012 seine Karriere.

## Nationalmannschaft
Trotz guter Leistungen wurde er 2006 für das tschechische WM-Team zuerst nicht berücksichtigt, aber dann doch für den verletzten Vladimír Šmicer nachnominiert. Im Gruppenspiel gegen Ghana wurde Sionko für Jaroslav Plašil in der 68. Spielminute eingewechselt.
Sionko wurde ebenfalls für die Europameisterschaft 2008 nominiert. Bei der 1:3-Niederlage gegen Portugal in der Gruppenphase erzielte der Mittelfeldspieler den zwischenzeitlichen Ausgleich.